# 1642 год в науке
В 1642 году произошли различные научные и технологические события, некоторые из которых представлены ниже.

## События
- 24 ноября Абел Янсзон Тасман открыл остров Тасмания, который назвал «Землёй Ван-Димена» (Anthoonij van Diemenslandt)[1].
- Закончено строительство Круглой башни для размещения астрономической обсерватории Копенгагенского университета (в 1861 году обсерватория Копенгагенского университета перешла в новое здание)[2].
- Март — первая карта Дальнего Востока составлена якутским пятидесятником Курбатом Ивановым, — на основании данных атамана и землепроходца Ивана Москвитина[3]..
- 19-летний Блез Паскаль начал постройку счётной машины («паскалины»), ставшей образцом для последующих конструкций[4].

## Родились
См. также: Категория:Родившиеся в 1642 году
- 25 декабря (по действовавшему тогда в Англии юлианскому календарю) — Исаак Ньютон, основатель теоретической физики (умер в 1727 году).
- (Март?) — Сэки Такакадзу, основатель японской математической школы (умер в 1708 году).
- (?) — Ремезов, Семён Ульянович, русский картограф и энциклопедист Сибири (умер после 1720 года).

## Скончались
См. также: Категория:Умершие в 1642 году
- 8 января — Галилео Галилей, основатель экспериментальной физики, астроном-коперниканец (род. в 1567 году).